# Atala
Atala är en kortroman från 1801 av den franske författaren François-René de Chateaubriand. Den utspelar sig i Louisiana på 1700-talet och handlar om en natchez, Chactas, som blir tillfångatagen av en fiendestam, men lyckas fly tillsammans med hövdingens kristna och halveuropeiska dotter Atala. År 1802 trycktes romanen tillsammans med Chateaubriands verk Génie du christianisme. Den gavs ut på svenska 1802 och har nyöversatts flera gånger.
Boken blev en stor framgång och hade tillsammans med René från 1802, som också berör natchezindianerna, ett betydande inflytande på romantikens litteratur. Atala har givit inspiration till en rad målningar, bland annat Anne-Louis Girodets Atalas gravläggning från 1808.